# 村上和也
村上 和也（むらかみ かずや、9月22日 - ）は、日本の元男性声優。東京都出身。

## 略歴
子供の頃に『新世紀エヴァンゲリオン』が見たことがきっかけで職業としての声優を知り、目指した。もしそれに会えていなければ、声優として活動している村上は存在しなかったという。同時に『スレイヤーズ』も声優になるきっかけとも語っている。
以前はアイムエンタープライズ、キャロットハウスに所属していた。
2024年5月、病気に療養の為活動休止。
2025年1月31日、病気療養を本格的にするため声優業を廃業及び引退することを所属事務所及び本人のSNSにて発表。

## 人物
趣味はカラオケ、イラスト、映画鑑賞、英会話。特技はファルセットによる歌、ツッコミ、クレーンゲーム。
免許・資格は第一種普通自動車免許。

## 出演作品

### テレビアニメ
- SHUFFLE!（2005年、生徒達、男B）
- 薄桜鬼シリーズ（2010年 - 2012年、徳川太郎、殿内義雄） - 2シリーズ
- Code:Realize 〜創世の姫君〜（2017年、エルロック・ショルメ[9]）

### ゲーム
2004年
- 真・マスターオブモンスターズF（マスタードロン）
- 帝国千戦記（啓洋健）

2005年
- Memories Off ＃5 とぎれたフィルム

2008年
- ウィル・オ・ウィスプ 〜イースターの奇跡〜（門番）
- 薄桜鬼（隊士、御陵衛士 他）

2009年
- アルコバレーノ!（桂拓海）
- いつかこの手が穢れる時に -SPECTRAL FORCE LEGACY-（カモロテス）
- ウィル・オ・ウィスプDS（門番）
- S.Y.K 〜新説西遊記〜（ナタク）
- 桜蘭高校ホスト部DS（天王寺英和）
- 薄桜鬼 随想録（隊士、浪士 他）
- ワンド オブ フォーチュン（ルルのお父さん）

2010年
- アーメン・ノワール（シャドウアックス）
- S.Y.K　〜蓮咲伝〜（ナタク）
- CLOCK ZERO 〜終焉の一秒〜（有心会の研究者 他）
- デザート・キングダム（護衛アイ、アサシンエル）
- 薄桜鬼 黎明録（殿内義雄）
- 薄桜鬼 巡想録（隊士、浪士）
- 原宿探偵学園 スチールウッド（君塚陣之助）
- PANDORA 君の名前を僕は知る（レイモンド・ベイル）
- 猛獣使いと王子様（劇場主、勝負師 他）
- ワンドオブフォーチュン 〜未来へのプロローグ〜（男子生徒 他）

2011年
- 華鬼 〜恋い初める刻 永久の印〜（香坂）

2012年
- たっち、しよっ! 〜Love Application〜
- 薄桜鬼 黎明録 名残り草（殿内義雄）
- ワンド オブ フォーチュン2 FD 〜君に捧げるエピローグ〜（ラシード・アサド・ワーヒド・ファランバルド）

2013年
- コープスパーティー2 DEAD PATIENT（氷海真里）

2014年
- Code:Realize 〜創世の姫君〜（2014年 - 2017年、エルロック・ショルメ） - 3作品
- BinaryStar

2015年
- ゆのはなSpRING!（葉山聡介）
- レンドフルール（裏波）

2016年
- Collar×Malice (月島 航)
- ぼくたちプロマネ!（池谷光一）

2017年
- 薄桜鬼 真改 風華伝
- 花朧 〜戦国伝乱奇〜（丹羽長秀）
- 猛獣たちとお姫様 〜in blossom〜

2018年
- 真紅の焔 真田忍法帳（巌流）

### 携帯ゲーム
- ラブマジ（ペルソナ）

### オンラインゲーム
- NikQ（兵士）

### TVCM
- 街作り流通ルネッサンス

### ドラマCD
- トゥルーティアーズ
- 薄桜鬼 ドラマCD 〜近藤さんの悩みの種〜（浪士[20]）
- 猛獣使いと王子様 ドラマCD 〜パン屋☆パニック!〜（兵士[21]）

### ラジオドラマ
- FM世田谷 怖い物見たさ学園ミステリー（芥川竜一役、他）

### シリーズ一覧
1. ↑  『〜創世の姫君〜』（2014年）、『〜祝福の未来〜』（2016年）『〜白銀の奇跡〜』（2017年）